# Le Mur (film)
Le Mur is een Belgische romantische tragikomische film uit 1998, geregisseerd door Alain Berliner. De plot is een surrealistische allegorie op de Belgische taalstrijd.

## Verhaal
Albert is een 35-jarige filosoof die vooral de kost verdient als exploitant van een frietkraam. Zijn friettent ligt juist op de taalgrens. Hij bedient zijn klanten in Vlaanderen en bakt de friet in Wallonië. Hij heeft een oogje op de Vlaamse Wendy. Na een nieuwjaarsfeest wordt Albert op een dag wakker en ontdekt tot zijn schrik dat er een enorme muur is gebouwd op de taalgrens die België nu in twee delen splijt. Hij bevindt zich nu in het Waalse deel en kan dus enkel nog naar Vlaanderen met een visum.

## Rolverdeling
| Acteur              | Personage      |
| ------------------- | -------------- |
| Daniel Hanssens     | Albert         |
| Pascale Bal         | Wendy          |
| Mil Seghers         | Marcel         |
| Michael Pas         | Stijn          |
| Peter Michel        | Ivo            |
| Damien Gillard      | Didier         |
| Peter Rouffaer      | Fred           |
| Harry Cleven        | Gréviste       |
| Dett Peyskens       | Nicole         |
| Laurence Bibot      | Journaliste    |
| Daniël Van Avermaet | Onderhandelaar |
| Emile Ringoot       | Soldaat        |
| Bruno Van De Voorde | Vlaamse man    |
| François Lahaye     | Waalse vrouw   |
| Julian Cope         | Mel            |